# José Esteban Muñoz
José Esteban Muñoz (9 de agosto de 1967 – 3 de diciembre de 2013) fue un académico norteamericano de nacionalidad cubana en los campos de estudios de performance, cultura visual, teoría queer, estudios culturales, y teoría crítica. Su primer libro, Disidentifications: Queers of Color and the Performance of Politics (1999) examina la performatividad, activismo, y supervivencia de las personas queer y minorías étnicas a través de la óptica de estudios de performatividad. Su segundo libro, Cruising Utopía: The Then and There of Queer Futurity, fue publicado por la imprenta de la Universidad de Nueva York en el 2009. Muñoz coeditó los libros Pop Out: Queer Warhol (1996) con Jennifer Doyle y Jonathan Flatley, y Everynight Life: Culture and Dance in Latin/o America (1997) con Celeste Fraser Delgado. Muñoz era profesor y jefe del Departamento de Estudios de Performatividad en la Universidad de Nueva York, Escuela Tisch de las Artes.

## Biografía
Muñoz nació en La Habana, Cuba en 1967, y vivió en un enclave de exilio cubano en la ciudad de Hialeah, Florida, Recibió su licenciatura en Literatura Comparativa en la Universidad Sarah Lawrence en 1989. En 1994, terminó sus estudios de doctorado del Programa en Literatura en Universidad de Duke donde estudió bajo la tutela de la teórica queer Eve Kosofsky Sedgwick. Escribía sobre artistas, intérpretes y figuras culturales como, entre otros, Davis Vaginal, Nao Bustamante, Carmelita Tropicana, Isaac Julien, Jorge Ignacio Cortiñas, Kevin Aviance, James Schuyler, Richard Fung, Basquiat, Pedro Zamora y Andy Warhol. Su trabajo es atribuido al trabajo de feministas chicano-americanas como Gloria Anzaldúa, Cherríe Moraga, Chela Sandoval y Norma Alarcón.
Muñoz murió en la Ciudad de Nueva York en diciembre del 2013. Meses antes de su fallecimiento trabajaba en el que hubiese sido su tercer libro, The Sense of Brown: Ethnicity, Affect and Performance, para ser publicado por la imprenta de la Universidad de Duke. 

## Ideas
Muñoz reta y cuestiona la política gay contemporánea. Siguiendo las teorías de Ernst Bloch en su tesis The Principle of Hope, Muñoz está interesado en la dimensión socialmente simbólica de los procesos estéticos que promueven el idealismo político. Muñoz rearticula la ontología del queerness a algo que todavía no llega o no se vive. En las palabras de Muñoz, queerness «es aquella cosa que nos dejó sentir que este mundo no es suficiente». Muñoz se aleja del queer como identidad política y lo trae a él al campo de la estética. Para Muñoz, la estética queer, como la obra de arte visual del artista "Vaginal Davis", ofrece un proyecto de cartografía que plantea las relaciones sociales del futuro. Queerness, dentro de la reconceptualización de Muñoz, es un rechazo de la "temporalidad heterosexual", el "aquí y ahora” y una insistencia del “ahí y el entonces,”  Muñoz propone el concepto de desidentificación como actos de transgresión y creación, por la cual minorías raciales y sexuales, o "temas minoritarios", articulan la verdad sobre la hegemonía cultural. Muñoz critica la tesis dentro del libro Sin futuro de Lee Edelman y el concepto de su teoría psicoanalítica freudiana, en la cual convierte la ontología queer en "el impulso hacia la muerte." Como parte de su crítica, Muñoz ofrece la teoría de la "futuridad queer" o lo que se conoce como "sociabilidad queer". Como resultado, la futuridad «ilumina un paisaje de posibilidad para las minorías a través de las estrategias-estéticas para sobrevivir e imaginar maneras de ser dentro de los mundos utópicos».

### Desidentificación
La teoría de la desidentificación es basada en las teorías de Michel Pêcheux  y formación del sujeto que examina como las minorías (queer o étnicas) negocian su identidad en un mundo que no es para ellos por no ser consideradas sujetos normativos (i.e. Heterosexual, cisgénero, la blancura como ideología racial superior, clase media). Muñoz nota que las personas queer de color, a raíz de los efectos del colonialismo, han sido colocados fuera de las ideologías racial y sexuales normativas . Para Muñoz, desidentificación es el proceso de generar y negociar el trauma histórico causado por el colonialismo y la violencia sistémica, que prevalecen en la sociedad. El sujeto que actúa la desidentificacción no asimila (identifica) ni rechaza (contra- identificación) la ideología dominante. Más bien, la desidentificación es emplear una tercera estrategia, y, «tácticamente y simultáneamente trabajar encima, con, y en contra, una forma cultural». Aparte de ser un proceso de identificación, desidentificación es también una estrategia de supervivencia. A través de desidentificacción, el sujeto es capaz de rearticular los códigos culturales actualmente dominantes.

### Chusma
Muñoz teorizó el concepto de la chusmería o chusma, como forma de comportamiento excesivo entre las minorías étnicas dentro de los Estados Unidos de Norteamérica. La teórica Queer Deborah Vargas utiliza chusmería para informar su teoría de lo sucio, que es lo sucio y lo inmundo de la sociedad.

### Esferas contrapúblicas
En el libro Disidentifications, Muñoz define contrapúblicos como «comunidades y cadenas relacionales de resistencia que retan el modelo liberal de la esfera pública burguesa y heteronormal». Jack Halberstam en el libro In a Queer Time & Place, habla de la función de la cultura drag en las subculturas lésbicas como forma de esferas contrapúblicas que validan y producen «esferas públicas minoritarias» al mismo tiempo que desafían la heterosexualidad obligatoria.

## Publicaciones

### Libros
- Muñoz, José Esteban. (1999). Disidentifications: Queers of Color and the Performance of Politics. Minneapolis: University of Minnesotta Press. ISBN 978-0-8166-3015-8
- Muñoz, José Esteban. (2009, 2019). Cruising Utopia: the Then and There of Queer Futurity. New York: NYU Press. ISBN 9781479874569 (Trad. cast.: Utopía Queer. El entonces y allí de la futuridad antinormativa, Buenos Aires: Caja Negra (2020) ISBN 978-987-1622-84-9).
- Muñoz, José Esteban. (2020). The Sense of Brown. Durham, NC: Duke University Press. ISBN 978-1-4780-1103-3

### Libros editados
- With Celeste Fraser Delgado. Everynight Life: Culture and Dance in Latin/o America. Durham: Duke University Press, 1997.
- With Jennifer Doyle and Jonathan Flatley. Pop Out: Queer Warhol. Durham: Duke University Press, 1996.

### Capítulos
- "The Future in the Present: Sexual Avant-Gardes and the Performance of Utopia." The Future of American Studies. Eds. Donald Pease and Robyn Weigman. Durham and London: Duke University Press, 2002.
- "Gesture, Ephemera and Queer Feeling: Approaching Kevin Aviance." Choreographing Desire. Ed. Jane Desmond. Hanover and London: Wesleyan University Press, 2001.
- "The Autoethnographic Performance: Reading Richard Fung's Queer Hybridity." Performing Hybridity. Eds. Jennifer Natalya Fink and May Joseph. Minneapolis: University of Minnesota Press, 1999.
- "Latino Theatre and Queer Theory." Queer Theatre. Ed. Alisa Solomon. New York: New York University Press, 1999.
- "Luis Alfar's Memory Theatre." Corpus Delecti. Ed. Coco Fusco. New York and London: Routledge, 1999.
- "Pedro Zamora's Real World of Counterpublicity: Performing an Ethics of the Self." Living Color: Race and Television. Ed. Sasha Torres. Durham and London: Duke University Press, 1998.
- "Rough Boy Trade: Queer Desire/Straight Identity in the Photography of Larry Clark." The Passionate Camera. Ed. Deborah Bright. New York: Routledge, 1998.
- "Photographies of Mourning: Ambivalence and Melancholia in Mapplethorpe (Edited by Van Der Zee) and Looking for Langston." Race and the Subject(s) of Masculinity. Eds. Harry Uebel and Michael Stecopoulos. Durham and London: Duke University Press, 1997.
- "Famous and Dandy Like B. 'n' Andy: Race, Pop, and Basquiat." Pop Out: Queer Warhol. Eds. Jennifer Doyle, Jonathan Flatley and José Esteban Muñoz. Durham and London: Duke University Press, 1996.
- "Flaming Latinas: Ela Troyano's Carmelita Tropicana: Your Kunst Is Your Waffen." The Ethnic Eye: Latino Media. Eds. Ana M. L—pez and Chon A. Noriega. Minneapolis: University of Minnesota Press, 1996.
- "Ghosts of Public Sex: Utopian Longings, Queer Memories." Policing Public Sex: Queer Politics and the Future of AIDS Activism. Ed. Dangerous Bedfellows. Boston: South End Press, 1996.